# Sirodotia
Sirodotia Kylin, 1912  é o nome botânico de um gênero de algas vermelhas pluricelulares da família Batrachospermaceae.

## Espécies
Atualmente 11 espécies são taxonomicamente aceitas. Entre elas:
- Sirodotia suecica Kylin, 1912
- Lista completa